# Condado de Castilnovo (título nobiliario)

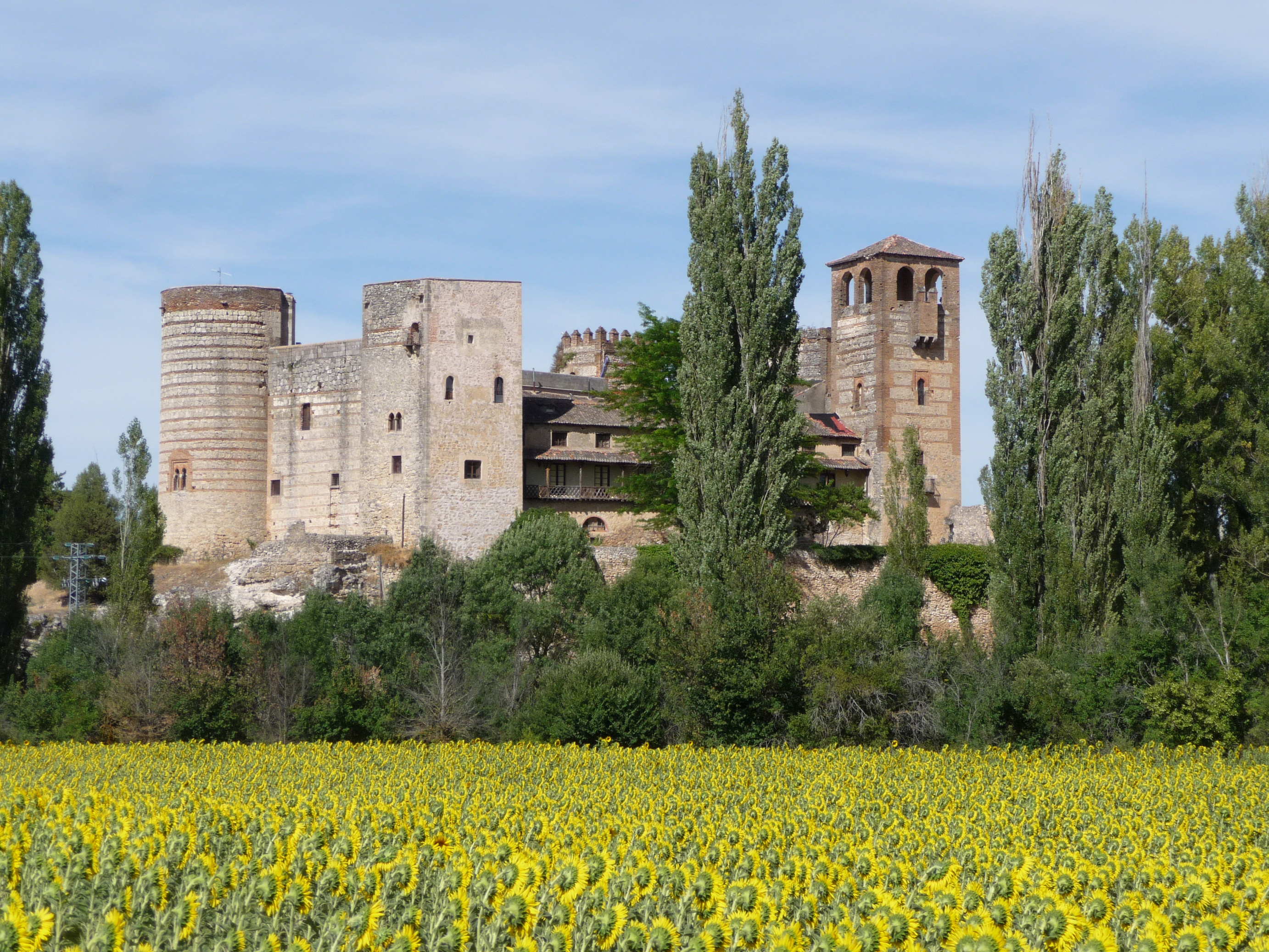
Vista del castillo de Castilnovo, en la provincia de Segovia.

El condado de Castilnovo es un título nobiliario español hereditario concedido por el rey por Felipe II el 17 de junio de 1557 a favor de Juliana Ángela de Velasco y Aragón, nieta del rey Fernando el Católico.
Su denominación, hace referencia al condado de Castilnovo en la provincia de Segovia (Castilla y León). 
Su actual titular es Antonio Sagnier de Taramona, casado con Patricia Pratmarsó Fernández.

## Condes de Castilnovo
|                        | Titular                                                | Periodo                |
| Creación por Felipe II | Creación por Felipe II                                 | Creación por Felipe II |
| ---------------------- | ------------------------------------------------------ | ---------------------- |
| I                      | Juliana Ángela de Velasco y Aragón                     | 1557-                  |
| II                     | Juana de Velasco y Aragón                              |                        |
| III                    | Bernardino de Velasco y Aragón                         | ¿? - 1621              |
| IV                     | Luis de Velasco y Aragón                               | 1621-1625              |
| V                      | Bernardino de Velasco y Aragón                         | 1625-1652              |
| VI                     | Íñigo Fernández de Velasco y de Aragón                 | 1652-1696              |
| VII                    | Juan de Velasco y Aragón                               |                        |
| VIII                   | Juan de Velasco y Aragón                               |                        |
| IX                     | María Antonia de Velasco y Aragón                      |                        |
| .                      | .                                                      |                        |
| ....                   | Bernardino Fernández de Velasco y Pimentel             | -1771                  |
| ....                   | Martín Fernández de Velasco y Pimentel                 | 1771-1776              |
| ....                   | .                                                      |                        |
| ...                    | .                                                      |                        |
| XVII                   | Diego Fernández de Velasco                             | ? -1811                |
| XVIII                  | Bernardino Fernández de Velasco Pacheco y Téllez-Girón | 1811-1851              |
| ...                    | .                                                      |                        |
| .                      | Federico de Velasco de Aragón                          | 1848-                  |
| .                      | .                                                      |                        |
| n                      | María de la Asunción de Sarriera y Losada              | 1927-1970              |
| n+1                    | Fernando José de Taramona y de Sarriera                | 1971-1989              |
| n+2                    | Antonio Sagnier de Taramona                            | 1993-actual titular    |

## Historia de los condes de Castilnovo
- Juliana Velasco de Aragón (n. en 1508), I condesa de Castilnovo . Casó con su primo hermano don Pedro Fernández de Velasco y Tovar, III duque de Frías, V conde de Haro. Sin descendientes. Por designación le sucedió su pariente:

- Juana de Velasco y Aragón, II condesa de Castilnovo, hija de los IV condes de Osorno. Sin descendientes. Le sucedió su pariente:

- Bernardino de Velasco (f. en 1621),III conde de Castilnovo, I conde de Salazar. Era sobrino-nieto de la I condesa.

- Luis de Velasco y Aragón (1559-1625), IV conde de Castilnovo, II conde de Salazar.

- Bernardino Fernández de Velasco (1610-1652),V conde de Castilnovo, VI duque de Frías. Casó con :

1. Isabel María de Guzmán, hija del I marqués de Toral, y
2. María Enríquez Sarmiento de Mendoza, hija del IX conde de Rivadavia.

- Íñigo Melchor Fernández de Velasco y de Tovar (1635-1696), VI conde de Castilnovo, VII duque de Frías.

1. Casó con Josefa de Córdoba y Figueroa, hija del V marqués de Priego

- Bernardino Fernández de Velasco y Pimentel (1685-1727), conde de Castilnovo, XI duque de Frías.

1. Casó con María Josefa Pacheco y Téllez-Girón, hija del V duque de Sueca.

- María Ana de Velasco y Aragón, condesa de Castilnovo, IV marquesa de Gramosa, VII condesa de Salazar.

1. Casó con Juan de Idiáquez y Eguía, I duque de Granada de Ega. Sin descendientes.

- Diego Fernández de Velasco (1754-1811), XVII conde de Castilnovo, VIII duque de Uceda, XIII duque de Fías, XIII duque de Escalona, V marqués de Menas Albas, X marqués de Frómista, VIII marqués de Belmonte, VIII marqués de Caracena, XIII marqués de Berlanga, VII marqués de Toral, VI marqués de Cilleruelo, X marqués de Jarandilla, XIII marqués de Villena, VIII conde de Pinto, VII marqués del Fresno, XI marqués de Frechilla y Villarramiel, X marqués del Villar de Grajanejos, XV conde de Haro, XVIII conde de Alba de Liste, VII conde de la Puebla de Montalbán, X conde de Peñaranda de Bracamonte, XVIII conde de Luna, XVI conde de Fuensalida, IX conde de Colmenar, XV conde de Oropesa, XIV conde de Alcaudete, XIV conde de Deleytosa, conde de Salazar de Velasco.

1. Casó con Francisca de Paula de Benavides y Fernández de Córdoba, hija de Antonio de Benavides y de la Cueva II duque de Santisteban del Puerto etc. Le sucedió su hijo:

- Bernardino Fernández de Velasco Pacheco y Téllez-Girón (1783-1851), XVIII conde de Castilnovo, IX duque de Uceda, XIV duque de Frías, XIV duque de Escalona, VI marqués de Menas Albas, IX marqués de Belmonte, XI marqués de Frómista, IX marqués de Caracena, XIV marqués de Berlanga, VIII marqués de Toral, VII marqués de Cilleruelo, XIV marqués de Villena, IX conde de Pinto, VIII marqués del Fresno, XIV marqués de Jarandilla, XII marqués de Frechilla y Villarramiel, XI marqués del Villar de Grajanejos, XVI conde de Haro, conde de Salazar de Velasco, XIX conde de Alba de Liste, VIII conde de la Puebla de Montalbán, XI conde de Peñaranda de Bracamonte, conde de Luna, XVII conde de Fuensalida, X conde de Colmenar, XVI conde de Oropesa, XV conde de Alcaudete, XIX conde de Deleytosa, conde de Villaflor.

1. Casó con María Ana Teresa de Silva Bazán y Waldstein, hija de José Joaquín de Silva Bazán y Sarmiento, IX marqués de Santa Cruz, X marqués del Viso, VII y último marqués de Bayona, VI marqués de Arcicóllar, conde de Montauto, y conde de Pie de Concha. Sin descendientes de este matrimonio.
2. Casó con María de la Piedad Roca de Togores y Valcárcel, hija de Juan Nepomuceno Roca de Togores y Scorcia, I conde de Pinohermoso, XIII barón de Riudoms.
3. Casó (en matrimonio desigual, post festam, legitimando la unión de hecho), con Ana Jaspe y Macías.

- Federico de Velasco y Aragón, conde de Castilnovo (desde 1848).

- María de la Asunción de Sarriera y Losada (f. en 1970), "n" condesa de Castilnovo (desde 1927, por rehabilitación)

- Fernando José de Taramona y de Sarriera (f. en 1989), "n+1" conde de Castilnovo (desde 1971).

- Antonio Sagnier de Taramona (n. en 1965),"n+2" conde de Castilnovo (desde 1993).

1. Casó con Patricia Pratmarsó y Fernández.

ACTUAL TITULAR